# Bolivia i olympiska sommarspelen 2004
Bolivia i olympiska sommarspelen 2004 bestod av 7 idrottare som blivit uttagna av Bolivias olympiska kommitté.

## Friidrott
Herrar
Bana, maraton och gång
| Idrottare         | Gren      | Heat     | Heat      | Kvartsfinal | Kvartsfinal | Semifinal        | Semifinal        | Final            | Final            |
| Idrottare         | Gren      | Resultat | Placering | Resultat    | Placering   | Resultat         | Placering        | Resultat         | Placering        |
| ----------------- | --------- | -------- | --------- | ----------- | ----------- | ---------------- | ---------------- | ---------------- | ---------------- |
| Fadrique Iglesias | 800 meter | 1:51,87  | 8         | i.u.        | i.u.        | Gick inte vidare | Gick inte vidare | Gick inte vidare | Gick inte vidare |

Damer
Bana, maraton och gång
| Idrottare      | Gren              | Heat     | Heat      | Kvartsfinal | Kvartsfinal | Semifinal | Semifinal | Final    | Final     |
| Idrottare      | Gren              | Resultat | Placering | Resultat    | Placering   | Resultat  | Placering | Resultat | Placering |
| -------------- | ----------------- | -------- | --------- | ----------- | ----------- | --------- | --------- | -------- | --------- |
| Geovana Irusta | 20 kilometer gång | i.u.     | i.u.      | i.u.        | i.u.        | i.u.      | i.u.      | 1:38:36  | 41        |

## Gymnastik

### Artistisk
Damer
Mångkamp, ind.
| Idrottare               | Kval    | Kval    | Kval    | Kval    | Kval   | Kval      | Final           | Final           | Final           | Final           | Final           | Final           |
| Idrottare               | Redskap | Redskap | Redskap | Redskap | Totalt | Placering | Redskap         | Redskap         | Redskap         | Redskap         | Totalt          | Placering       |
| Idrottare               | V       | UB      | BB      | F       | Totalt | Placering | V               | UB              | BB              | F               | Totalt          | Placering       |
| ----------------------- | ------- | ------- | ------- | ------- | ------ | --------- | --------------- | --------------- | --------------- | --------------- | --------------- | --------------- |
| María José de la Fuente | 8,625   | 8,312   | 7,387   | 8,325   | 32,649 | 61        | Did not advance | Did not advance | Did not advance | Did not advance | Did not advance | Did not advance |

## Judo
Herrar
| Idrottare     | Gren                   | Sextondelsfinal         | Åttondelsfinal       | Kvartsfinal          | Semifinal            | Återkval             | Final                | Final            |
| Idrottare     | Gren                   | Motståndare Resultat    | Motståndare Resultat | Motståndare Resultat | Motståndare Resultat | Motståndare Resultat | Motståndare Resultat | Placering        |
| ------------- | ---------------------- | ----------------------- | -------------------- | -------------------- | -------------------- | -------------------- | -------------------- | ---------------- |
| Juan José Paz | Halv lättvikt (-66 kg) | Young (AUS) L 0000-0103 | Gick inte vidare     | Gick inte vidare     | Gick inte vidare     | Gick inte vidare     | Gick inte vidare     | Gick inte vidare |